# ماهیگیر و همسرش
ماهیگیر و همسرش (به آلمانی: Vom Fischer und seiner Frau) یک افسانه آلمانی است که توسط برادران گریم در سال ۱۸۱۲ گردآوری شده است.

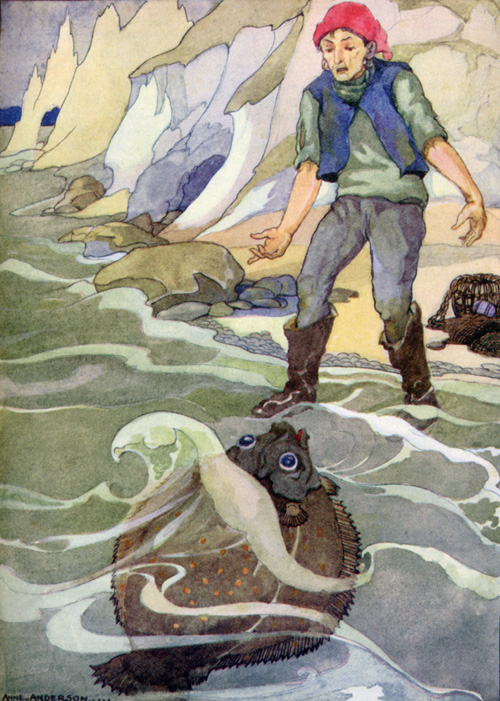
تصویرنگاری اثر آنه اندرسون

## داستان
یک ماهیگیر فقیر و همسرش در یک گلدان کنار دریا زندگی می‌کنند. یک روز ماهیگیر ماهی دست و پا را می‌گیرد که می‌گوید شاهزاده ای طلسم شده است. ماهیگیر از ماهیگیر می‌خواهد که در ازای یک آرزو او را آزاد کند. ماهیگیر ماهی را رها می‌کند، اما هیچ آرزویی نمی‌کند. با این حال، همسرش فکر می‌کند که می‌توانست آرزوی کلبه‌ای مناسب داشته باشد و او را برمی‌گرداند. وقتی ماهیگیر به دریا بازمی‌گردد، آب سبز و زرد شده است. ماهیگیر دست و پاگیر را صدا می‌کند و می‌گوید همسرش چه آرزویی دارد. آرزو برآورده می‌شود؛ وقتی ماهیگیر به خانه می‌آید، همسرش در خانه ای است که کاملاً مبله است.
اما زن به زودی دیگر راضی نیست. او فکر می‌کند که ماهی نیز می‌توانست قلعه بزرگی را فراهم کند و به همین دلیل شوهرش را دوباره به دست‌گیر می‌فرستد. وقتی ماهیگیر به دریا بازمی‌گردد، اکنون به رنگ ارغوانی، آبی تیره، خاکستری و مات شده است. این آرزو نیز برآورده می‌شود؛ وقتی مرد برگشت، محل کلبه کوچک اکنون قلعه بزرگی را در خود جای داده است که به شکل مجلل مبله شده است. دارای حیاط بزرگ، باغ و پارک. درختان میوه و حیوانات زیادی وجود دارد. مرد راضی است، اما همسرش هنوز باید این موضوع را ببیند.
حالا که او یک قلعه دارد، زن نیز می‌خواهد ملکه شود و تمام روز منتظر او باشند. مرد بار دیگر با اکراه بسیار به دریا می‌رود و می‌بیند که اکنون سیاه مایل به خاکستری شده است. آب بوی وحشتناکی می‌دهد. ماهی هم این آرزو را برآورده می‌کند. وقتی مرد برمی گردد قلعه حتی بزرگتر می‌شود و خادمان زیادی وجود دارد.
حالا زن حتی می‌خواهد ملکه شود. وقتی مرد می‌رود تا این را از ماهی بپرسد، دریا سیاه و مات است و هوا بد است، وزش باد امواج را بالا می‌برد. وقتی مرد به خانه برمی گردد، بارون‌ها، کنت‌ها و دوک‌ها به عنوان خدمتکار حضور دارند. همسرش تاج بر سر دارد و عصا و گوی در دست دارد.
سپس زن تقاضا می‌کند که او را پاپ کنند. ماهیگیر به دریا می‌رود و می‌بیند که هوا بیشتر خراب شده است، طوفان شدیدی ساحل را فرا گرفته است. او دوباره با ربات تماس می‌گیرد و به او می‌گوید همسرش چه می‌خواهد. وقتی به خانه برمی گردد، کلیسای بزرگی را می‌بیند که با کاخ‌هایی احاطه شده است. امپراطوران و پادشاهان در برابر همسرش زانو زده‌اند. ماهیگیر به او می‌گوید که بالاخره باید راضی باشد.
اما وقتی زن روز بعد از خواب بیدار می‌شود، تصمیم می‌گیرد که بالاترین را می‌خواهد. خود خدا شود و در نتیجه قدرت ظاهر شدن خورشید و ماه را داشته باشد. او شوهرش را مجبور می‌کند که دوباره به دریا برود، جایی که اکنون یک طوفان واقعی در آن موج می‌زند. مرد با ربات تماس می‌گیرد و خواسته همسرش را می‌رساند. سپس ربات به مرد می‌گوید که به خانه برگردد. این بار همسرش بار دیگر در گلدانی است که روزگاری در آن زندگی می‌کردند، به سزای حرص و طمع بی حدش. آنها به همان اندازه فقیر هستند.
زن متوجه می‌شود که اشتباه کرده است و از شوهرش می‌خواهد که دیگر او را رها نکند: آنها با هم هستند و بس.

## خاستگاه و منشأ
این داستان توسط برادران گریم در اولین نسخه قصه‌های برادران گریمدر سال ۱۸۱۲ به عنوان داستان شماره ۱۹ منتشر شد. منبع آنها نقاش آلمانی فیلیپ اتو رونگ (۱۸۱۰–۱۷۷۷) بود. که گریم‌ها دست‌نوشته‌ای از داستان را درسال ۱۸۰۹ از او به دست آوردند یوهان گوستاو بوشینگ نسخه دیگری از نسخه خطی رونگ را چند ماه پیشتر در سال ۱۸۱۲ در Volkssagen, Märchenund منتشر کرد. Legenden، با برخی اختلافات با گریم نسخه گریم‌ها.